# Benedict Friedlaender
Benedict Friedländer, occasionalmente anche scritto Benedikt (Berlino, 18 luglio 1866 – Schöneberg, 21 giugno 1908), è stato un sociologo, sessuologo, economista vulcanologo e fisico tedesco di origini ebraiche, attivo militante e teorico dell'ala di destra del primo movimento omosessuale tedesco.

## Biografia
Nato a Berlino era figlio di Carl Friedlaender (1817-1876), un professore di economia. Suo nonno era un medico e docente universitario, Nathan Friedlaender (morto nel 1830). Tra i suoi fratelli vi era Immanuel Friedlaender (1871-1948), un vulcanologo distinto. Ha studiato, tra le altre cose, matematica, fisica, botanica e fisiologia, guadagnandosi un dottorato di ricerca in zoologia nel 1888.
Finanziariamente benestante, sostenne inizialmente la lotta della rivista anarchica Kumpf ed aiutò la pubblicazione del periodico Der Sozialist. Ha dato inoltre un notevole sostegno versando cospicui fondi al "Comitato Scientifico-Umanitario" (Wissenschaftlich-humanitäres Komitee-WHK) di Magnus Hirschfeld, i cui obiettivi erano la decriminalizzazione dell'omosessualità e l'abolizione del paragrafo 175 del codice penale dell'allora Impero tedesco il quale puniva col carcere il "vizio contro natura" commesso tra maschi.
Assistette ai processi penali in cui si trovavano ad esser imputati persone vicine al Comitato, condusse conferenze pubbliche e raccolse firme per una petizione che chiedeva al Reichstag l'abolizione della legge persecutoria; i suoi sforzi di riforma del diritto penale trovarono un certo sostegno ed eco tra i parlamentari del Partito Socialdemocratico di Germania.
Con Adolf Brand e un'altra decina di colleghi e amici fu nel 1903 tra i fondatori dell'organizzazione omosessuale chiamata "Gemeinschaft der Eigenen (GdE)", tradotta come "Comunità degli Speciali/Unici" e operante in parte anche come società di mutuo soccorso. Il nome era stato ispirato dalla filosofia libertaria descritta da Max Stirner nella sua opera L'Unico e la sua proprietà (1845) e già apprezzato a suo tempo da Friedrich Nietzsche.
La GdE ripudiò in toto la visione dell'omosessualità di Hirschfeld, considerata dai suoi membri troppo viziata da effeminatezza; invece di uno "spettro transgender" o terzo sesso essi invece volevano sottolineare la virilità intrinseca della sessualità maschio-maschio, proprio così come fece in seguito anche André Gide nel 1924 in Corydon.
Alcuni attivisti della Comunità hanno sostenuto a spada tratta anche la pratica greco-classica che richiama alla pederastia come istituzione sociale di stampo pedagogico; una relazione cioè tra un uomo adulto e un ragazzo adolescente prima del matrimonio. Respinsero anche gli sforzi di Hirschfeld di creare una coalizione con la sinistra socialista e il movimento femminista, adottando invece un diffuso atteggiamento anarchico ispirato all'individualismo o Egoismo assoluto di marca stirneriana e alla critica culturale radicale di Nietzsche.
Friedlaender mantenne la sua appartenenza al WHK, ma ruppe definitivamente nel 1906 quando creò la  "Secessione del Comitato scientifico-umanitario". Questa scissione, tuttavia, sopravvisse solo di poco alla morte dello stesso Friedlaender, avvenuta nel 1908 per suicidio. Ha scritto diversi libri su vari temi; la sua opera Die Renaissance des Eros Uranios (1904), che auspicava e chiedeva un ritorno al concetto di amore greco, ha avuto una notevole influenza sugli scritti successivi di Hans Blüher.

## Opere
- Die Renaissance des Eros Uranios. Die physiologische Freundschaft, ein normaler Grundtrieb des Menschen und eine Frage der männlichen Gesellungsfreiheit. In naturwissenschaftlicher, naturrechtlicher, culturgeschichtlicher und sittenkritischer Beleuchtung, Zacks, Berlino 1904
- Die Liebe Platons im Lichte der modernen Biologie. Gesammelte kleinere Schriften. Mit einer Vorrede und dem Bilde des Verfassers, Zacks, Berlino 1909, 279 pp.